# Bennys drøm
|  | Denne artikel er oprettet af botten Steenthbot ud fra en ekstern database. Den kan derfor have sproglige fejl eller mangler. Denne skabelon kan fjernes efter kontrol af indholdet. |

Bennys drøm er en dansk animationsfilm fra 1989 instrueret af Poul Østergård.